# Ernst Bienzle
Ernst Bienzle, Erster Kriminalhauptkommissar in Stuttgart, ist eine von dem deutschen Schriftsteller Felix Huby erschaffene Romanfigur. Bekannt wurde Bienzle durch 25 vom SDR und SWR produzierte und in der ARD-Fernsehreihe Tatort ausgestrahlte Folgen, in denen er von 1992 bis 2007 durch Dietz-Werner Steck verkörpert wurde.

## Romane
Der erste Roman (Der Atomkrieg von Weihersbronn) erschien 1977, weitere 19 folgten. Die fünf ersten Romane liegen als Neuauflage mit neuem Titel (Bienzle und ...) vor.

## Tatort
Von 1992 bis 2007 wurden 25 Tatort-Folgen um Bienzle mit Dietz-Werner Steck in der Hauptrolle gedreht und gesendet, die zum Teil auf den Romanen beruhen. Einige der Romane wurden als Grundlage für Folgen in anderen Fernsehkrimiserien verwandt.
Darüber hinaus gibt es ein Theaterstück um Kommissar Bienzle und insgesamt vier Hörspiele, wovon drei in der Hauptrolle nicht mit Steck, sondern mit dem im April 2008 verstorbenen Dieter Eppler besetzt wurden. Eppler war in den 1970er Jahren selbst als Tatort-Ermittler in Erscheinung getreten, nämlich als Kommissar Liersdahl aus Saarbrücken. Auch in Bienzle-Tatorten spielte er immer wieder in verschiedenen Rollen mit.

## Figuren
Erster Kriminalhauptkommissar Ernst Bienzle ist ein ruhiger Ermittler, der in den Romanen zunächst knapp 40 Jahre alt ist und dann langsam altert. In den Tatort-Folgen im Fernsehen ist er zwischen 50 und 60 Jahre alt. Er beobachtet und beschattet seine Verdächtigen mit unendlicher Geduld. Bienzle ist Schwabe, in Dettenhausen bei Tübingen geboren. Vor allem wenn er aufgeregt ist oder mit einem anderen Schwaben vertraulich wird, fällt er schnell von der Schriftsprache ins Schwäbische. Sein Lieblingsspruch lautet: „Oh, du liabs Herrgöttle von Biberbach, wia hent di d’ Mucka verschissa!“ In den frühen Werken bzw. Ausgaben heißt es in Bienzles Ausspruch statt „Biberbach“ noch „Biberach“, da ihn auch viele Schwaben auf die Stadt Biberach beziehen.
Heikle Situationen klärt der Kommissar gerne allein, überlässt Kollegen oft nur Unwichtiges. Er arbeitet großteils mit seinem Assistenten Kriminaloberkommissar Günter Gächter (im Tatort von Rüdiger Wandel gespielt) zusammen. Der junge, heißblütige Gächter agiert dabei im Tatort oft als Konterpart zum meistens eher bedächtigen Bienzle, wobei er sich zuweilen jedoch verrennt und dann von Bienzle auch einmal schärfer gemaßregelt wird. Trotz (oder wegen) ihrer teilweise sehr gegensätzlichen Charakterzüge arbeiten Bienzle und Gächter gut zusammen und sind auch privat befreundet. Gächter erwähnt einmal (in der Folge "Bienzle und der Tod im Weinberg"), dass er aus Berlin stammt, wo sein Vater Straßenbahnfahrer war. 
Ein weiterer Assistent von Bienzle, der in den Romanen oft auftritt, ist Haußmann, ein junger, sehr eifriger Kriminalassistent, der ebenfalls wie Gächter aus Norddeutschland stammt. In den Tatortfilmen tritt er als Schober auf und wird von Dirk Salomon gespielt. Bienzles Chef, Polizeipräsident Hauser (im Tatort von Christian Pätzold verkörpert), kennt Bienzle noch aus der Schulzeit, sodass die beiden sich oft duzen, wenn keine anderen Kollegen dabei sind.
Bienzles Privatleben leidet häufig unter seiner Arbeitsbelastung, seine erste Ehe mit Hanna Bienzle scheiterte daran (in den ersten Romanen). Auch seine Freundin Hannelore Schmiedinger (lt. "Bienzle und der tiefe Sturz" geboren am 21. Dezember 1957 in München, in den Tatort-Folgen gespielt von Rita Russek), die Bienzle in den ersten Romanen im Zusammenhang mit einem Mordfall kennenlernt, verlässt ihn vorübergehend aus diesem Grund und hat während der Trennung eine kurze Affäre mit Bienzles Kollegen Dr. Bernhard Kocher (im Tatort von Klaus Spürkel verkörpert), einem Gerichtsmediziner. Hannelore ist eine erfolgreiche Malerin und Buchillustratorin. 
Ein besonderes Hobby von Bienzle ist das Wandern auf der Schwäbischen Alb oder im Schwäbischen Wald, was er oft zusammen mit Hannelore betreibt oder auch allein, um während eines Falles auf andere Gedanken zu kommen oder auch um die Aspekte des aktuellen Falles nochmals im Geist durchzugehen. Auch einem gelegentlichen "Viertele" in gemütlichen Gaststuben ist er nicht abgeneigt, daneben zeigt er im "Tatort" häufig Interesse an Kunst und Kultur.

## Bienzle im Tatort
Zur Entstehungsgeschichte: für den Süddeutschen Rundfunk ermittelte von 1971 bis 1986 Werner Schumacher als Eugen Lutz in insgesamt 16 Tatort-Folgen in ganz Baden-Württemberg, darunter auch des Öfteren in Stuttgart. Bereits in Lutz’ letztem Fall wurde sein Nachfolger Schreitle, dargestellt von Horst Michael Neutze, eingeführt, der bis 1988 noch drei weitere Fälle im Alleingang löste.
Im Anschluss entschied sich der SDR, wie auch zur selben Zeit der Bayerische Rundfunk (vgl. Batic und Leitmayr), für eine umfassende Neukonzeption seines Tatort-Beitrages.
Die Romanfigur Ernst Bienzle von Autor Felix Huby war seit den 1970er Jahren insbesondere in Baden-Württemberg bekannt. Als Darsteller entschied man sich für den Stuttgarter Theaterschauspieler Dietz-Werner Steck, der auch in früheren Tatort-Produktionen in wechselnden Nebenrollen mitgewirkt hatte. Der erste Bienzle-Tatort Bienzle und der Biedermann wurde im Dezember 1992 ausgestrahlt. Ihm folgten bis 2007 noch 24 weitere Produktionen, die zunächst vom Süddeutschen Rundfunk SDR und nach der Senderfusion vom SWR kamen. Felix Huby, der auch schon für Bienzles Vorgänger Lutz und Schreitle jeweils ein Drehbuch verfasst hatte, steuerte insgesamt 23 Drehbücher bei. Im Sommer 2006 wurde mit Bienzle und die große Liebe der letzte Bienzle-Tatort unter anderem auf dem Gelände der neuen Landesmesse Baden-Württemberg gedreht. Er wurde am 7. Januar 2007 jedoch bereits als vorletzter Bienzle-Tatort ausgestrahlt, den Abschluss bildete am 25. Februar 2007 die davor produzierte Folge Bienzle und sein schwerster Fall. Mit einer Dienstzeit von 15 Jahren und 25 Fällen gehört Bienzle damit zu den am längsten amtierenden Tatort-Ermittlern in der Geschichte der Filmreihe. Zudem ist Bienzle als Gastermittler im Palu-Tatort Nr. 478 Du hast keine Chance zu sehen.

## Rezeption
Ernst Bienzle gehört „zu den unvergessenen unter den vielen verblichenen Ermittlern der deutschen Fernsehgeschichte“.
Bienzles „Markenzeichen“ Hut und Mantel werden seit Februar 2007 im Haus der Geschichte in Stuttgart ausgestellt. Im selben Jahr wurde Darsteller Dietz-Werner Steck für seine Verdienste um das Ansehen der baden-württembergischen Polizei zum Ehrenkommissar ernannt. 2002 erhielt er für seine schauspielerische Leistung im Tatort die Verdienstmedaille des Landes Baden-Württemberg. Die Folge Bienzle und der Tod im Weinberg wurde mit der „Goldenen Romy 2007“ in der Kategorie „Bestes Drehbuch“ ausgezeichnet.

## Werke mit Bienzle

### Romane
- 1977: Der Atomkrieg in Weihersbronn, Rowohlt Reinbek Hamburg, ISBN 3-499-42411-8

Neuauflage 2006 als: Bienzle und der Terrorist, Fischer Frankfurt a. M., ISBN 978-3-596-17034-0.
- 1977: Tod im Tauerntunnel, Rowohlt Reinbek Hamburg, ISBN 3-499-42422-3

Neuauflage 2006 als: Bienzle und der Tod im Tauerntunnel, Fischer Frankfurt a. M., ISBN 978-3-596-17035-7.
- 1978: Ach wie gut, dass niemand weiß ..., Rowohlt Reinbek Hamburg, ISBN 3-499-42446-0

Neuauflage 2006 als: Bienzle und der Puppenspieler, Fischer Frankfurt a. M., ISBN 978-3-596-17034-0.
- 1979: Sein letzter Wille

Neuauflage 2006 als: Bienzle und der falsche Mord
- 1982: Schade, dass er tot ist

Neuauflage 2008 als: Bienzle und der alte Türke
- 1983: Bienzle stochert im Nebel
- 1985: Bienzle und die schöne Lau
- 1986: Bienzles Mann im Untergrund
- 1988: Bienzle und das Narrenspiel
- 1990: Bienzle und der Sündenbock
- 1992: Gute Nacht, Bienzle

Neuauflage 2008 als: Bienzle und der Tote im Park
- 1994: Bienzle und der Biedermann
- 1999: Bienzle und der Champion
- 2000: Bienzle und die lange Wut
- 2001: Bienzle und der Klinkenmörder
- 2002: Bienzle im Reich des Paten
- 2005: Bienzle und die letzte Beichte
- 2006: Bienzles schwerster Fall
- 2009: Bienzle und das ewige Kind, Fischer Taschenbuch Frankfurt a. Main, ISBN 978-3-596-18475-0.
- 2011: Adieu, Bienzle, Fischer Taschenbuch Frankfurt a. Main, ISBN 978-3-596-19142-0.

### Tatort-Folgen
23 der 25 Drehbücher schrieb Felix Huby, sieben davon zusammen mit einem Partner.
| Fall | Titel                                 | Erstausstrahlung | Folge | Drehbuch                        | Regie                     | Besonderheiten                                                   |
| ---- | ------------------------------------- | ---------------- | ----- | ------------------------------- | ------------------------- | ---------------------------------------------------------------- |
| 1    | Bienzle und der Biedermann            | 06. Dez. 1992    | 266   | Felix Huby, Dieter de Lazzer    | Peter Adam                |                                                                  |
| 2    | Bienzle und die schöne Lau            | 28. Mär. 1993    | 273   | Felix Huby, Werner Zeindler     | Hartmut Griesmayr         |                                                                  |
| 3    | Bienzle und das Narrenspiel           | 23. Jan. 1994    | 286   | Felix Huby                      | Hartmut Griesmayr         | Einziger Fall ohne Kriminaloberkommissar Günter Gächter          |
| 4    | Bienzle und der Mord im Park          | 07. Mai 1995     | 309   | Felix Huby                      | Dieter Schlotterbeck      |                                                                  |
| 5    | Bienzle und die Feuerwand             | 16. Jul. 1995    | 315   | Felix Huby                      | Hartmut Griesmayr         |                                                                  |
| 6    | Bienzle und der Traum vom Glück       | 29. Sep. 1996    | 342   | Felix Huby                      | Dieter Schlotterbeck      |                                                                  |
| 7    | Bienzle und der tiefe Sturz           | 06. Jul. 1997    | 365   | Felix Huby                      | Peter F. Bringmann        | Hannelore trennt sich vorerst von Bienzle                        |
| 8    | Bienzle und der Champion              | 23. Aug. 1998    | 394   | Felix Huby                      | Dieter Schlotterbeck      | Gastauftritte Dariusz Michalczewski und Chris Thompson           |
| 9    | Bienzle und der Zuckerbäcker          | 15. Aug. 1999    | 419   | Felix Huby                      | Hans-Christoph Blumenberg |                                                                  |
| 10   | Bienzle und die blinde Wut            | 14. Nov. 1999    | 427   | Felix Huby                      | Hartmut Griesmayr         |                                                                  |
| 11   | Bienzle und der Mann im Dunkeln       | 26. Mär. 2000    | 439   | Martina Brand                   | Dieter Schlotterbeck      |                                                                  |
| 12   | Bienzle und das Doppelspiel           | 10. Dez. 2000    | 459   | Felix Huby, Joseph Nelson       | Hartmut Griesmayr         | Goldener Gong an Günther Maria Halmer                            |
| 13   | Bienzle und der heimliche Zeuge       | 06. Mai 2001     | 469   | Felix Huby                      | Arend Agthe               | Gastauftritt Herta Däubler-Gmelin, Bundesjustizministerin        |
| 14   | Bienzle und der Todesschrei           | 09. Sep. 2001    | 479   | Hartmut Griesmayr               | Hartmut Griesmayr         |                                                                  |
| 15   | Bienzle und der Tag der Rache         | 10. Mär. 2002    | 494   | Felix Huby                      | Konrad Sabrautzky         |                                                                  |
| 16   | Bienzle und der süße Tod              | 14. Jul. 2002    | 505   | Felix Huby, Zoran Solomun       | Arend Agthe               |                                                                  |
| 17   | Bienzle und der Tod im Teig           | 02. Mär. 2003    | 525   | Felix Huby                      | Hartmut Griesmayr         | Gastauftritt Ulrich Goll, Landesjustizminister Baden-Württemberg |
| 18   | Bienzle und der Taximord              | 03. Aug. 2003    | 538   | Felix Huby                      | Hans-Christoph Blumenberg |                                                                  |
| 19   | Bienzle und der steinerne Gast        | 25. Jul. 2004    | 571   | Felix Huby                      | Hartmut Griesmayr         |                                                                  |
| 20   | Bienzle und der Feuerteufel           | 02. Jan. 2005    | 584   | Felix Huby, Dieter de Lazzer    | Arend Agthe               |                                                                  |
| 21   | Bienzle und der Sizilianer            | 24. Jul. 2005    | 603   | Felix Huby, Zoran Solomun       | Hartmut Griesmayr         |                                                                  |
| 22   | Bienzle und der Tod in der Markthalle | 28. Mai 2006     | 633   | Felix Huby                      | Arend Agthe               |                                                                  |
| 23   | Bienzle und der Tod im Weinberg       | 01. Okt. 2006    | 641   | Felix Huby und Dieter de Lazzer | Jochen Nitsch             | Goldene Romy für das Beste Drehbuch                              |
| 24   | Bienzle und die große Liebe           | 07. Jan. 2007    | 652   | Felix Huby                      | Hartmut Griesmayr         | mit Journalist Peter Voß in einer Gastrolle                      |
| 25   | Bienzle und sein schwerster Fall      | 25. Feb. 2007    | 657   | Felix Huby                      | Hartmut Griesmayr         | Letzter Fall dieses Ermittlers                                   |

### Hörspiele
- Ein Toter hört nicht Radio (1981)
- Geh nie mit leeren Händen (1982)
- Leiche in Öl oder der Traum von Costa Rica (1984, auch als CD)[8]
- Bienzle und der Mord am Neckar (2006)

### Theaterstück
- Bienzle und der Mord am Neckar (2006)